# Cook (Minnesota)
Cook é uma cidade localizada no estado americano de Minnesota, no Condado de St. Louis.

## Demografia
Segundo o censo americano de 2000, a sua população era de 622 habitantes.
Em 2006, foi estimada uma população de 616, um decréscimo de 6 (-1.0%).

## Geografia
De acordo com o United States Census Bureau tem uma área de
2,0 km², dos quais 2,0 km² cobertos por terra e 0,0 km² cobertos por água. Cook localiza-se a aproximadamente 398 m acima do nível do mar.

## Localidades na vizinhança
O diagrama seguinte representa as localidades num raio de 40 km ao redor de Cook.